# Troides plato
Espèce
Statut CITES
Troides plato est une espèce de lépidoptères (papillons) de la famille des Papilionidae.

## Taxinomie
Troides plato a été décrit par le naturaliste Alfred Russel Wallace en 1865 sous le nom initial d’Ornithoptera plato.

### Nom vernaculaire
Troides plato se nomme Silver Birdwing en anglais.

## Description
Troides plato est un papillon d'une grande envergure, aux ailes postérieures festonnées,  qui présente un dimorphisme sexuel.
Les mâles ont les ailes antérieures noires aux nervures discrètement soulignées de blanc sur le dessus, plus largement sur le revers et les ailes postérieures jaunes veinées et largement bordées de noir.
Les femelles ont les ailes antérieures de couleur noire aux nervures largement soulignées de blanc, sauf dans la partie basale, encore plus sur le revers et les ailes postérieures jaunes veinées et largement bordées de noir, bordure doublée d'une ligne submarginale de gros points noirs confluents.

## Biologie
L'imago ne vole que durant la saison humide.

## Écologie et distribution
Troides plato est présent uniquement à Timor.

### Protection
Troides plato est une espèce protégée, inscrite à l'Annexe II de la CITES (Convention sur le commerce international des espèces de faune et de flore sauvages menacées d'extinction) : son commerce international est limité.